# Saint-Amand-Montrond
Saint-Amand-Montrond là một xã trong tỉnh Cher, thuộc vùng hành chính Centre-Val de Loire của nước Pháp, có dân số là 11.447 người (thời điểm 1999).

## Nhân khẩu học
| 1936  | 1954   | 1962   | 1968   | 1975   | 1982   | 1990   | 1999   |
| ----- | ------ | ------ | ------ | ------ | ------ | ------ | ------ |
| 9 234 | 10 765 | 10 890 | 11 495 | 12 278 | 12 451 | 11 937 | 11 447 |